# Cantone di Digne-les-Bains-Est
Il Cantone di Digne-les-Bains-Est è una divisione amministrativa soppressa dell'arrondissement di Digne-les-Bains.
A seguito della riforma approvata con decreto del 24 febbraio 2014, che ha avuto attuazione dopo le elezioni dipartimentali del 2015, dal 1º aprile 2015 è stato accorpato al Cantone di Digne-les-Bains-1.

## Composizione
Comprendeva parte della città di Digne-les-Bains e 3 comuni:
- Entrages
- La Robine-sur-Galabre
- Marcoux